# Arco de Augusto (29 a. C.)
El arco de Augusto fue un arco de triunfo erigido por el emperador César Augusto en el Foro Romano. Dedicado en 29 a. C. sirvió para conmemorar la victoria de Augusto en la batalla de Actium (31 a. C.) contra Marco Antonio y Cleopatra.
El arco abarcaba la carretera que separaba el Templo de Cástor y Pólux y el Templo de César, cercano al Templo de Vesta. Se encontró una gran inscripción en esa misma ubicación en 1546 en la que aparecía una dedicatoria a Augusto, lo que permitió la identificación de los restos del arco.
Existen muy pocos restos del arco en sí, pero se conoce cuál era su apariencia gracias a las monedas acuñadas en el periodo. Tenía tres puertas, siendo el primero de ese tipo de arcos en Roma, y sirvió de modelo para el arco de Septimio Severo, que a su vez serviría de modelo para el arco de Constantino.